# Parco nazionale reale di Bardia
Il parco nazionale reale di Bardia è un'area naturale protetta del Nepal istituita nel 1988. Il territorio si trova nella Regione del Medio Occidente, a cavallo fra i distretti di Bardiya, Banke e Surkhet. Il parco ha una superficie di 968 km² a cui si aggiunge un'area cuscinetto costituita nel 1996 di 328 km².
Lo scopo principale del parco è la conservazione di un ecosistema del Terai occidentale comprendente la specie della tigre e delle sue prede.

## Storia
Il territorio protetto nacque nel 1968 come Riserva Reale di Caccia. Nel 1976 divenne la Royal Karnali Wildlife Reserve, con una superficie di 368 km². Nel 1982 fu rinominata Royal Bardia Wildlife Reserve e nel 1984 il territorio venne esteso a comprendere la valle del fiume Babai. Venne dichiarato parco nazionale nel 1988. Nel 1996 venne aggiunta una zona cuscinetto di 328 km² nella parte meridionale del parco.

## Territorio
Il parco si estende nella pianura del Terai occidentale a est del fiume Karnali il cui ramo denominato 
Geruwa ne forma il limite occidentale, mentre la cresta delle Churia nelle Siwalik lo delimita a settentrione dove si raggiunge la massima elevazione con il Sukarmala (1.441 m). Il limite meridionale è formato dalla strada nazionale H01, detta Mahendra Rajmarg o Mahendra Highway, mentre nella parte orientale il confine è formato dalla strada che collega Nepalgunj con Birendranagara.
Il territorio è costituito da pianura alluvionale del Karnali,
la valle del fiume Babai e le Siwaliks. Esso può essere suddiviso in due zone climatiche:
- Tropicale superiore, con una altitudione da 500 a 1.000 - 1.400 metri, lungo la zona collinare delle Siwalik:
- Tropicale inferiore, al di sotto dei 500 metri, nella pianura del Terai.

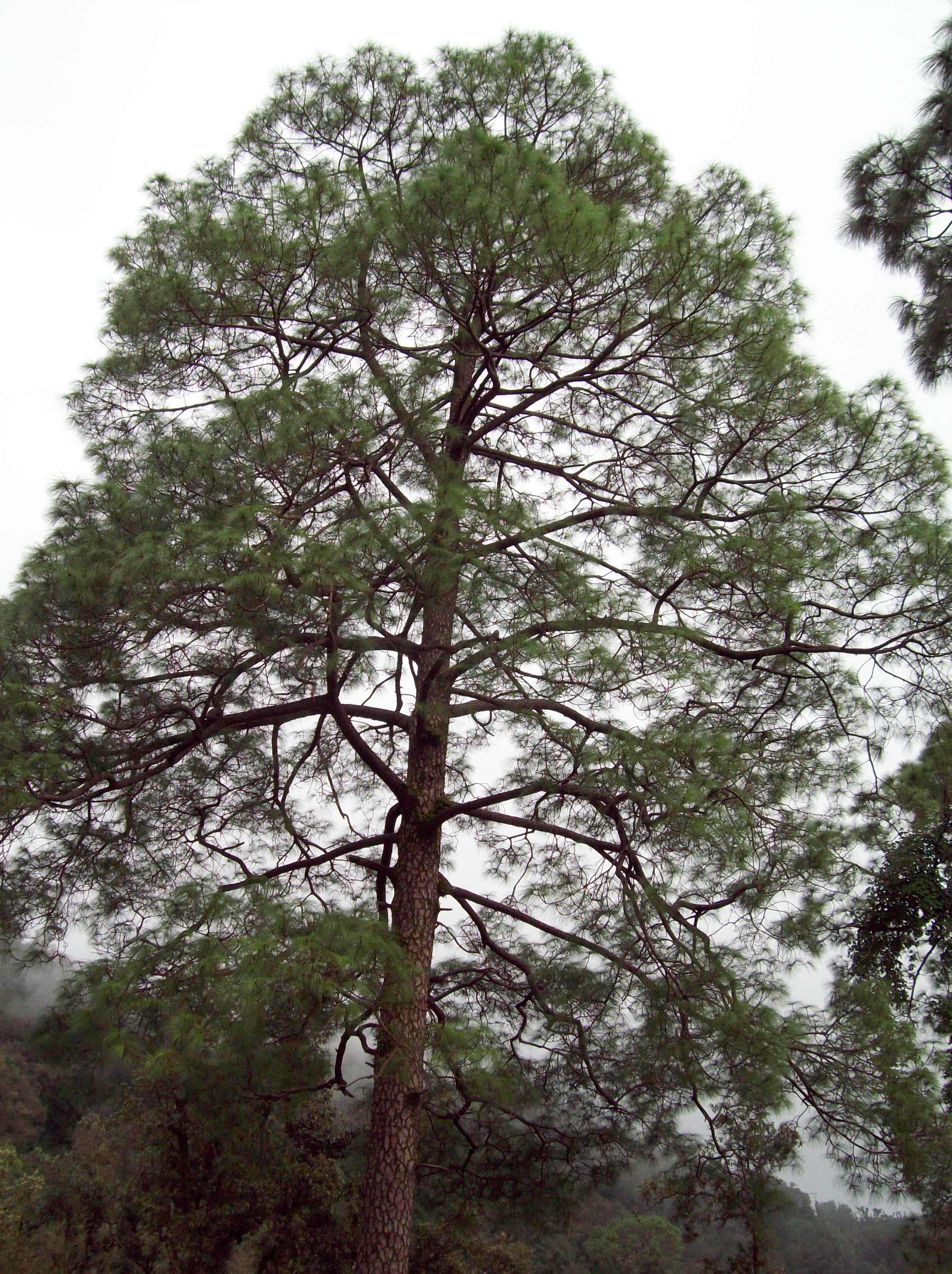
Pinus roxburghii

Preso il villaggio di Thakudwara, nella zona orientale della pianura alluvionale del Karnali, è stato istituito il centro operativo del parco.

## Flora
Gran parte del parco (circa il 70%) è ricoperto da foreste di Shorea robusta che occupa principalmente la zona tropicale inferiore insieme a savana e foreste ripariali.
Nella zona tropicale superiore e lungo le cime delle Siwaliks si incontrano foreste di Pinus roxburghii, (detto anche Pinus longifolia o Chir Pine) e di querce.
Secondo uno studio del 1995 del dipartimento dei parchi nazionali e della conservazione della fauna selvatica, nel parco sono stimate 839 specie di flora.
Una specie caratteristica della zona è il Cordyceps sinensis, conosciuto anche come yartsa gunbu o yatsa gunbu, una strana combinazione fra piante a animali. Si tratta di un fungo del genere dei Cordyceps che si sviluppa in alcuni tipi di insetti, tipicamente nelle larve di alcuni lepidotteri, che poi uccide nutrendosi di esso.

## Fauna

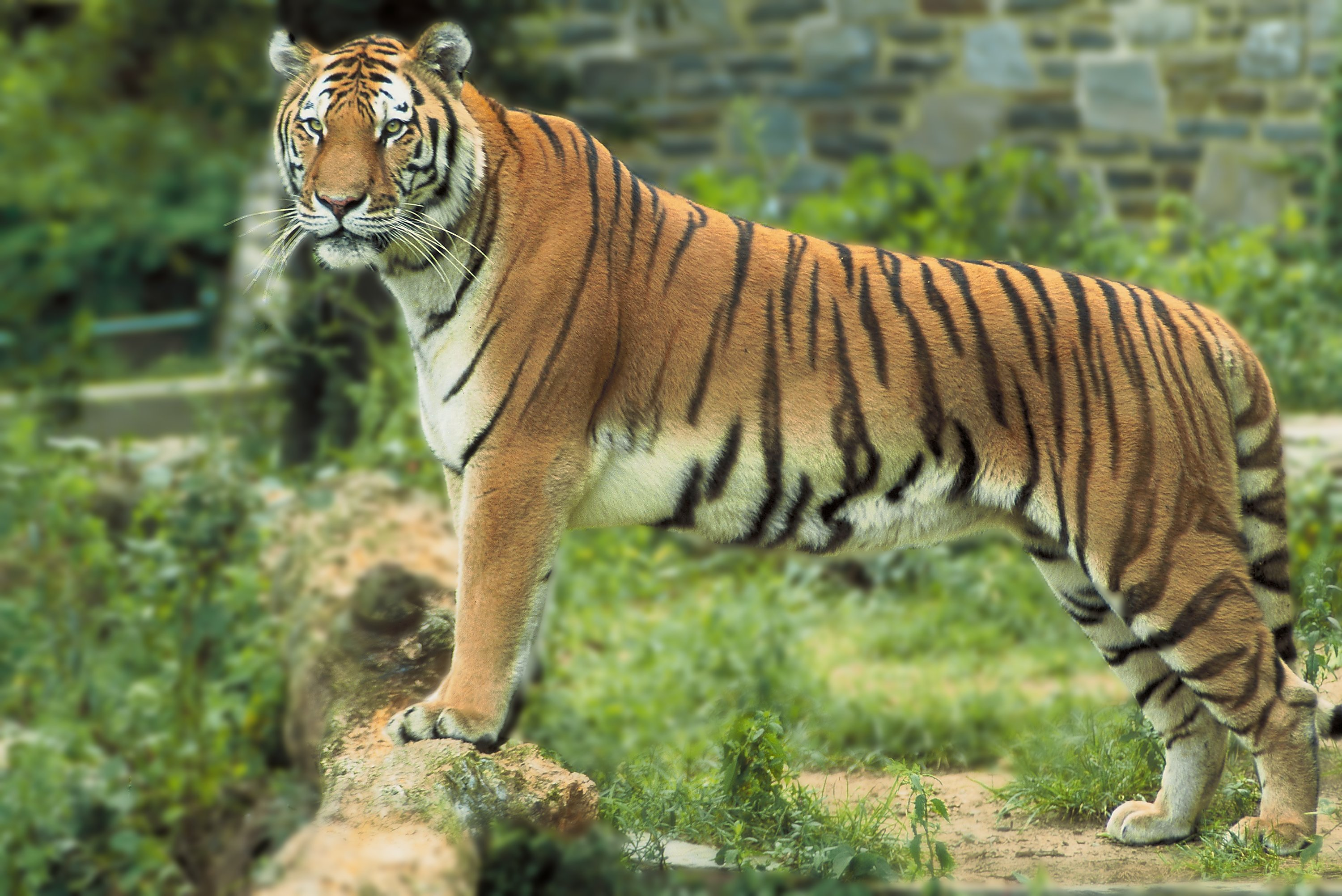
Panthera tigris tigris

Secondo i dati dell'annual report 2001 del dipartimento dei parchi nazionali e della conservazione della fauna selvatica, nel parco sono stati censiti oltre 50 specie di mammiferi, 400 specie
di uccelli, 25 specie di rettili e anfibi e 125 specie di pesci.
Le principali specie di mammiferi caratteristiche del parco sono: la tigre del Bengala (Panthera tigris tigris), l'elefante indiano (Elephas maximus indicus), e l'antilope cervicapra (detta anche black buck). Il parco possiede inoltre la seconda più numerosa popolazione registrata di rinoceronti in Nepal (73 nel 2001), distribuiti nelle pianure alluvionali del Karnali e del Babai. 
Le specie di uccelli simbolici del parco comprendono la Houbaropsis bengalensis (florican del Bengala), il Gyps africanus (grifone dorsobianco africano), alcune specie di pavone (Pavo cristatus e Pavo muticus) e l'oca indiana (Anser indicus).
Il parco ha ottenuto dal Tiger Global Forum un riconoscimento come uno dei più importanti ecosistemi per la conservazione della tigre.

## Punti di interesse

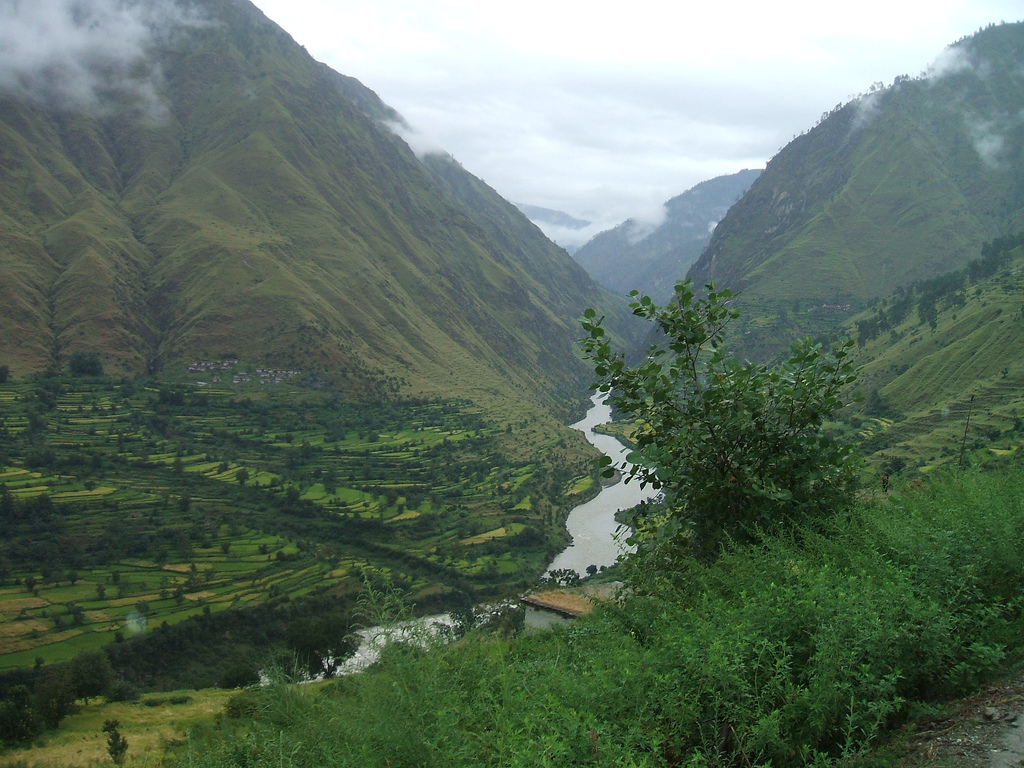
Karnali River

- Nella zona nord-orientale del parco, nel punto in cui la Mahendra Highway attraversa il Karnali, si trova un ponte in acciaio lungo 500 metri. Si tratta di un ponte strallato con un singolo pilone e luci asimmetriche, che è il più lungo al mondo del suo tipo.
- Sukarmala, il punto più alto del parco, nelle colline Churia, può essere raggiunto a piedi da Chisapani (presso il ponte sul Karnali). Da qui ci sono eccellenti viste a nord verso la valle del Surkhet e a sud verso il Terai.
- lungo il fiume Karnali, che segna il confine occidentale del parco, si può effettuare la pesca del Mahseer, un eccellente pesce preda. Talvolta in questa zona si può avvistare il delfino del Gange, una specie in via di estinzione.